# هاينز شولتس
هاينز شولتس (بالألمانية: Heinz Schulz)‏ (مواليد 5 يناير 1935) هو ملاكم ألماني، مثّل بلاده في الألعاب الأولمبية الصيفية 1964.

## روابط خارجية
هاينز شولتس على موقع أوليمبيديا (الإنجليزية)